# Jan Jirák
Jan Jirák (* 16. dubna 1958) je český mediální teoretik, publicista a překladatel.

## Život a činnost
Maturoval v roce 1977 na pražském Gymnáziu Arabská. V roce 1982 vystudoval český a anglický jazyk a literaturu na Filozofické fakultě UK v Praze. V roce 1983 získal titul PhDr., v roce 2002 se stal docentem v oboru masová komunikace a žurnalistika, v roce 2006 získal titul Ph.D. v oboru mediální studia a v roce 2008 se pro tento obor stal profesorem.
V letech 1984–1990 byl odborným asistentem na Fakultě žurnalistiky Univerzity Karlovy (dnešní Fakulta sociálních věd), na fakultě působí dodnes (2020). Je vedoucím katedry mediálních studií na Metropolitní univerzitě Praha.
Překládá z angličtiny odbornou literaturu s tematikou médií, filmové scénáře a beletrii; k překládaným autorům patřili například Paul Auster, John Grisham, Jerzy Kosiński, John le Carré, John Updike, Kurt Vonnegut. Jako publicista psal fejetony pro Lidové noviny, dále přispíval do časopisů Týden, Nový Prostor a Květy, pravidelně přispívá komentáři pro Český rozhlas (pořad Jak to vidí... na stanici Český rozhlas Dvojka). V letech 1997–2000 byl předsedou Rady České televize.

## Publikační činnost (výběr)
- Jan Jirák, Blanka Říchová: Politická komunikace a média (Karolinum 2000)
- Graeme Burton, Jan Jirák: Úvod do studia médií (Barrister & Principal 2001)
- Jan Jirák, Barbara Köpplová: Média a společnost (Portál 2003)
- Jan Jirák: 10 let v českých médiích (Portál 2005)
- Jan Jirák, Marek Mičienka, kol.: Základy mediální výchovy (Portál 2007)
- Jan Jirák, Barbara Köpplová, Radim Wolák (ed.): Česká novinářka: k postavení a obrazu novinářek v českých médiích (Portál 2011)
- Jan Jirák, Barbara Köpplová: Masová média (Portál 2009, 2. vydání Portál 2015)
- Petr Bednařík, Jan Jirák, Barbara Köpplová: Dějiny českých médií: Od počátku do současnosti (Grada 2011, 2. vydání Grada 2019)
- Vlastimil Ježek, Jan Jirák: Média a my (Akademie múzických umění 2014)
- Petr Bednařík, Jan Jirák, Barbara Köpplová: Druhá republika: 167 obyčejných dní: Politické a mediální klima a jeho reflexe (Karolinum 2017)
- Martin Charvát, Jan Jirák, kol.: Kapitoly z dějin českého myšlení o médiích 1918–1938 (Togga 2019)
- Martin Charvát, Jan Jirák, kol.: Média v meziválečné publicistice: Kapitoly z dějin českého myšlení o médiích 1918–1938 (Togga 2020)
- Martin Charvát, Jan Jirák, kol.: Duch novin a jeho svět: Kapitoly z dějin českého myšlení o médiích 1918–1938 (Togga 2021)
- Martin Charvát, Jan Jirák, kol.: Přítomnost : Kapitoly z dějin českého myšlení o médiích 1918–1938 (Togga 2022)